# 日本名輪会
一般社団法人日本名輪会（にほんめいりんかい）は、競輪・ガールズケイリンにおける競輪選手のOB会組織のひとつである。通称は名輪会。

## 概要
日本名輪会は、1995年1月に任意団体として発足した。いくつかの競輪場において当会会員の功績を讃えて銘打たれた開催（「●●杯」「●●カップ」など）が行われているが、それらを総称する形で『日本名輪会カップ』と称してイベント化しており、幾人かの当会会員がそれに参加してファンサービス等に務めているほか、GI・GIIの開催にも同様にファンサービスの一環として参加することもある。なお、運営は日本競輪選手会の下で行われている。
発足時は松本勝明が会長、中井光雄が副会長に就いていたが、2016年より新たに井上茂徳が会長に就任。2019年5月3日、日本名輪会は新たに山口健治が副会長に就任することを発表した。
創設以降、新規入会者が見られない状況が続いたが、2016年に山口健治ら4名の新規入会があったのを皮切りに、2018年には小橋正義ら7名が入会するなど、少しずつではあるが新規会員は増加している。
2022年8月8日に法人化し、「一般社団法人日本名輪会」となった。そのため、現在は会員は既存・新規問わず『社員』として扱われている。
従来は元男子選手のみであったが、会員からの推薦もあり、高木真備が元女子選手として初めて2022年10月26日付けで入会した。
退会も任意により可能であり、自己都合により退会している者もいる。

## 入会基準
男女ともに選手登録削除となった（現役を引退した）元競輪選手の中で、原則として以下の基準を満たした者に入会許可が与えられる。
- 男子は、特別競輪（GP・GI）優勝3回以上[2]
- 女子は、ガールズグランプリ優勝[10]

ただ、特別競輪以外にも1着回数や通算優勝回数などを総合的に勘案して入会の可否を判断することになっているため、元男子選手では特別競輪の優勝回数が2回でも入会している例もある。
一方で、明らかに基準を満たすものの、過去に一度も入会していない（永久会員となっていない）事例もある。

## 会員
一般社団法人となった現在では、正式には『社員』だが、ここでは創設時から引き続き『会員』とする。
会員数は、2025年7月30日付で入会した平原康多を含め、18名。
旧日本競輪学校ないし日本競輪選手養成所卒業期順に記載。氏名右横の*は女子会員。
| 現会員 - 宮本義春 - 期前 - 藤巻昇 - 22期 - 阿部道 - 23期 - 荒木実 - 23期 - 山口健治 （副会長）- 38期 - 吉井秀仁 - 38期 - 井上茂徳（会長、代表理事） - 41期 - 伊藤豊明 - 41期 - 瀧澤正光（監事） - 43期 - 佐々木昭彦 - 43期 - 鈴木誠 - 55期 - 坂本勉 - 57期 - 小橋正義 - 59期 - 濱口高彰 - 59期 - 山口幸二 - 62期 - 後閑信一 - 65期 - 平原康多 - 87期 - 高木真備* - 106期 （ ）内は2019年11月時点での役職 | 永久会員（故人） - 古田泰久 - 期前 - 石田雄彦 - 期前 - 白鳥伸雄 - 期前 - 吉田実- 期前 - 中井光雄 - 期前 - 松本勝明 - 期前 - 戸上守 - 2期 - 加藤晶 - 5期 - 竹野暢勇 - 10期 - 髙原永伍 - 13期 退会 - 山本清治 - 期前 - 福島正幸 - 22期 - 中野浩一 - 35期 |

## 日本名輪会カップ対象レース
- 白鳥伸雄杯（千葉競輪場）
- 高原永伍杯（川崎競輪場）
- 松本勝明賞（京都向日町競輪場）
- 中井光雄杯（2011年度までは大津びわこ競輪場。2012年度より京都向日町競輪場で開催）
- 石田雄彦記念杯（岸和田競輪場）[20]
- ヤマセイ杯（岸和田競輪場） - 山本清治
- 古田泰久（たいきゅう）記念杯（広島競輪場）
- 吉田実杯（2011年度までは観音寺競輪場。2013年度より高松競輪場で開催）
- 戸上守杯（久留米競輪場）
- 井上茂徳杯（武雄競輪場）
- 阿部道杯（いわき平競輪場）
- 山口健治杯（立川競輪場）
- 吉井秀仁杯フラワーラインカップ（松戸競輪場）
- 闘将 佐々木昭彦杯（武雄競輪場）
- 坂本勉カップ（青森競輪場）
- 伊藤豊明杯（松山競輪場）
- 藤巻兄弟杯争奪戦（函館競輪場）
- 荒木実賞（京都向日町競輪場）
- 鈴木誠杯(松戸競輪場)
- 小橋正義杯（弥彦競輪場）
- 後閑信一名輪会杯（京王閣競輪場）
- 高木真備名輪会杯（京王閣競輪場）※ガールズケイリン